# Discomedusa philippina
Discomedusa philippina is een schijfkwal uit de familie Ulmaridae. De kwal komt uit het geslacht Discomedusa. Discomedusa philippina werd in 1910 voor het eerst wetenschappelijk beschreven door Mayer. 